# Palazzo Samteling
Palazzo Samteling è la residenza ufficiale dell'attuale Re del Bhutan, situata nel cuore di Thimphu. Il Druk Gyalpo Jigme Khesar Namgyel Wangchuck vive qui durante tutto l'anno, diversamente dai suoi predecessori che risiedevano nel Palazzo Dechencholing, dove oggi vive il resto della famiglia reale e dove comunque si tengono gli incontri internazionale. Il Dechencholing è usato anche come residenza estiva da parte del sovrano.

## Geografia
Il Palazzo sorge nel centro di Thimphu, capitale politica ed economica del Bhutan, a poca distanza dallo Stadio Changlimithang.